# ژو چی
ژو چی (انگلیسی: Zhou Qi؛ زادهٔ ۱۶ ژانویهٔ ۱۹۹۶) بازیکن بسکتبال اهل چین است.
وی در مسابقات کشوری و بین‌المللی در مجموع برندهٔ ۲ مدال طلا شده‌است.